# Мальмегус (лен)
Мальмегус (швед. Malmöhus län) — колишній лен у південній частині Швеції у провінції Сконе. Центром було місто Мальме. 
Лен утворено 1719 року. Скасований 31 грудня 1996 року після об'єднання з леном Крістіанстад у теперішній лен Сконе.

## Див. також

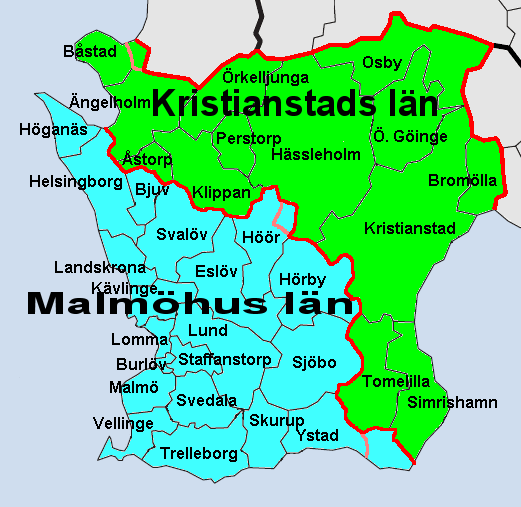
Лен Мальмегус